# 1983 Bok
Az 1983 Bok (ideiglenes jelöléssel 1975 LB) a Naprendszer kisbolygóövében található aszteroida. Elizabeth Roemer fedezte fel 1975. június 9-én.